# Juan Alós Tormo
Juan Alós Tormo (València, 1914 - 1982) fou un violinista i pedagog valencià.
Alós estudià violí a Barcelona amb Francesc Costa, Joan Manén i Enric Casals. Va ampliar la formació a la Schola Cantorum de París amb Eugène Borel i Jacques Thibaud. Va actuar a les principals capitals espanyoles. Va exercir de catedràtic al Conservatori Superior de Música de València. Molts dels seus alumnes són professors de violí als conservatoris espanyols o toquen en orquestres professionals.